# インディアン法 (カナダ)
インディアン法（英語：Indian Act、正式名称：「インディアンに関する法律（An Act respecting Indians）」は、英国統治下の植民地カナダにおいてファースト・ネーションを管理する目的で1876年に成立・施行され、現在も効力を有する法律。

## 概要
カナダにおいて登録されたインディアン（法律にはインディアンという呼称が残っているが、現在ではファースト・ネーションという名称が用いられる）、その集団であるバンドその居住地であるインディアン保留地（リザーブ）の仕組みについて取り扱う法律である。
この法律は国家先住民関係大臣及び国家先住民関係・北方開発省によって運用されている。この法律の合憲性は、連邦政府が「インディアンおよびインディアンに保留された土地」に関連して立法措置を行なえるように定めているカナダの1867年憲法法、第91項（35）にもとづくものである。インディアン法には、登録インディアンに対する、いくつかの法的な障害と法的な権利が含まれている。インディアン法のなかのこのような諸権利は、人種を排除しているにもかかわらず、権利と自由のカナダ憲章の第25項の適用を免れていることになるし、1982年憲法法第35項によって認められている、先住民権および条約上の諸権利もまた保護している。インディアン法それ自体は、現存するいくつかの先住民権や条約上の権利を認めているとはいえ、第35項の法源ではない。

## 法律上の定義

### 「保留地」
インディアン法における「保留地（リザーブ）」の節では、「インディアンの使用と便宜のために保留された土地」となっている。
18. (1) この法の下に、それぞれ別途設定されている関係するバンドのための使用と便宜のために女王陛下によって保留地は確保されており、この法及び条約または降伏の条件の下に、評議会知事はその保留地の土地の使用目的と、その土地使用の目的がバンドのための使用と便宜のためかどうかを決定することが出来る。注：学校のための使用等。
—Indian Act, R.S.C., c. I-6, s. 18.
18. (2) 大臣はインディアン学校、インディアン関連業務、インディアン墓地、インディアンの健康事業、またはバンドの合意の上で、バンドの一般的福祉の為のその他の目的のために保留地の土地使用を承認することが出来、またそれらの目的のために必要な保留地の土地を収用することが出来るが、収用直前にインディアン個人がそれらの土地を使用する権利を保持している場所では、そのインディアンに対して、そのインディアンと大臣の間で合意される額または、合意非成立の場合は大臣の指示する方法によっては、その土地使用の補償額が支払われる。—Indian Act, R.S.C., c. I-6, s. 18.

### 「バンド」
インディアン法における用語「バンド」は、下記の通り2013年4月に更新されている。
バンドは、(a) 共通の使用と便宜のために、1951年9月4日以前、当日または以降に別途設定されている、女王陛下の下において確定した土地及び所有権を保持する、(b)  共通の使用と便宜のために、女王陛下の下において保留されている金融資産を保持する、または(c) 評議会知事によってこの法の目的のためにバンドとして宣言された、インディアンの集団のことを意味する。—Indian Act

### 「インディアン」
カナダ政府がファーストネーションの人々と交流する為の基本として、「インディアン」をどう定義するか（インディアン法のインディアンとは誰を指すか）にかかっており、立法上この面については永年の論争の的となっている。先住民と自認するすべての人がこの法上の条件としての「インディアン」として考慮されるわけではない。連邦政府（または地元の「バンド」リストの場合もある）によって運用されている公式の「インディアン登録簿」に登録されているものだけが、「ステータス・インディアン」とされ、この法によって正式な法的便宜と制限が適用される。特にメティス、イヌイット、及びいわゆる「ノン・ステータス・インディアン」は除外されている。これまで、様々な修正や裁判所の判決が繰り返しこのインディアン・ステータスについての既定を変更してきている。多くのバンドが現在では自分たちのリストを所有している。

#### ステータス
この法律によって設置されたインディアン登録簿のなかに自分の名前が記載されているインディアンは、インディアンのステータスあるいは条約上のステータスを有していると言われる。登録されていないインディアンはノン・ステータス・インディアンと呼ばれる。1985年以前は、ステータスはしばしば、今日では不公正と考えられている方法で失効していた。1974年のカナダ法務長官対ラヴェル訴訟においては、このような差別的な法律が、カナダ権利章典のもとでなされた議論にもかかわらず、まだ支持されていた。

##### 1985年改正
1985年に、今日では不公正と考えられている方法でステータスを失った人々及びその子どもたちに、ステータスを回復するため改正された。改正以前に下記のようなケースでもステータスを失効していた：
- ステータスインディアンではない男性との結婚
- 選挙権付与 (1960年以前には、インディアンが連邦の選挙に投票できたのは、ステータスを放棄した場合に限られた)
- 結婚以前にはステータスを有していない母および父方の祖母（これらの人びとは21歳になるとステータスを失った）がいること
- 母がステータスを有し、父が有さない婚姻から出生していること

## 第88項
インディアン法第88項 (カナダ)は、州法が、先住民だけでなく他のすべての人びとにも効力があることを意味する「全般適用」に属する場合には、その効力が先住民にも及ぶことを謳っている。1978年のクルーガー他対女王訴訟において、最高裁は、先住民に他の人びと以上の重大な効力をもたらす州法は、「等しい影響をもつ少数の法がある」ならば、支持しうるとの考えを示した。

## 判例法
1915年の国王対ジム訴訟において、ブリティッシュ・コロンビア州最高裁判所は、先住民たちによる保留地での狩猟を、憲法とインディアン法にもとづく連邦の管轄下にあると見なされるべきだとの考えを述べた。この判例には、狩猟をめぐる州法も関与していた。
この法律は1969年の カナダ最高裁判所で、リザーブの外での飲酒を禁じた条項と権利章典との対立をめぐって争われた、女王対ドライボーンズ訴訟の中心的争点となった。この判決は、権利章典が普及した数少ない事例のひとつだっただけに、人びとの記憶に残っている。
1999年のコルビエール対カナダの訴訟においては、保留地をめぐる投票権は、権利と自由のカナダ憲章の第15項にまで拡大適用された.

## 参考項目
- 1982年憲法法第35項 (カナダ)（en:Section Thirty-five of the Constitution Act, 1982）